# نامبولا
نامبولا (بالإنجليزية: Nampula)‏ هي مدينة، تتبع محافظة نامبولا، هي عاصمة محافظة نامبولا، بلغ عدد سكانها 477٬900 نسمة.

## المناخ
يظهر الجدول التالي التغييرات المناخية على مدار السنة لنامبولا:
| البيانات المناخية لـنامبولا             | البيانات المناخية لـنامبولا | البيانات المناخية لـنامبولا | البيانات المناخية لـنامبولا | البيانات المناخية لـنامبولا | البيانات المناخية لـنامبولا | البيانات المناخية لـنامبولا | البيانات المناخية لـنامبولا | البيانات المناخية لـنامبولا | البيانات المناخية لـنامبولا | البيانات المناخية لـنامبولا | البيانات المناخية لـنامبولا | البيانات المناخية لـنامبولا | البيانات المناخية لـنامبولا |
| الشهر                                   | يناير                       | فبراير                      | مارس                        | أبريل                       | مايو                        | يونيو                       | يوليو                       | أغسطس                       | سبتمبر                      | أكتوبر                      | نوفمبر                      | ديسمبر                      | المعدل السنوي               |
| --------------------------------------- | --------------------------- | --------------------------- | --------------------------- | --------------------------- | --------------------------- | --------------------------- | --------------------------- | --------------------------- | --------------------------- | --------------------------- | --------------------------- | --------------------------- | --------------------------- |
| متوسط درجة الحرارة الكبرى °م (°ف)       | 30.5 (86.9)                 | 30.4 (86.7)                 | 29.7 (85.5)                 | 28.6 (83.5)                 | 27.4 (81.3)                 | 25.7 (78.3)                 | 25.4 (77.7)                 | 27.4 (81.3)                 | 30.0 (86.0)                 | 31.9 (89.4)                 | 32.3 (90.1)                 | 31.1 (88.0)                 | 29.2 (84.6)                 |
| متوسط درجة الحرارة الصغرى °م (°ف)       | 21.5 (70.7)                 | 21.5 (70.7)                 | 21.3 (70.3)                 | 20.2 (68.4)                 | 18.1 (64.6)                 | 16.3 (61.3)                 | 15.8 (60.4)                 | 16.2 (61.2)                 | 17.4 (63.3)                 | 19.1 (66.4)                 | 20.5 (68.9)                 | 21.4 (70.5)                 | 19.1 (66.4)                 |
| الهطول مم (إنش)                         | 227.6 (8.96)                | 216.4 (8.52)                | 181.1 (7.13)                | 81.1 (3.19)                 | 23.2 (0.91)                 | 15.5 (0.61)                 | 22.1 (0.87)                 | 8.1 (0.32)                  | 5.6 (0.22)                  | 24.2 (0.95)                 | 82.9 (3.26)                 | 183.8 (7.24)                | 1٬071٫6 (42.19)             |
| متوسط أيام هطول الأمطار                 | 14.7                        | 13.2                        | 13.3                        | 8.1                         | 4.0                         | 3.4                         | 3.8                         | 1.7                         | 1.3                         | 2.3                         | 5.7                         | 11.1                        | 82.6                        |
| المصدر: المنظمة العالمية للأرصاد الجوية |                             |                             |                             |                             |                             |                             |                             |                             |                             |                             |                             |                             |                             |

## مدن توأم
المدن التوأم:
- أمارانتي
- ليريا.

## أعلام
- أبيل كزافيي
- كارلوس كيروش
- باولو فونسيكا
- إدسون ألميدا